# Pío Baroja
Pío Baroja y Nessi (ur. 28 grudnia 1872 w San Sebastián, zm. 30 października 1956 w Madrycie) – hiszpański pisarz, jeden z głównych twórców pokolenia 98.
Po ukończeniu studiów medycznych na Uniwersytecie Madryckim objął posadę lekarza wiejskiego w Kraju Basków. Znudzony życiem na wsi, po roku pracy, przeniósł się do San Sebastián, a później do Madrytu. Po kilku latach "bezsensownej pracy", zdecydował się spróbować swoich sił w literaturze,stając się piewcą baskijskości. Wydał około stu książek, m.in. 22-tomowy cykl Pamiętniki człowieka czynu (Memorias de un hombre de accion), 1913-1935, którego bohater bierze udział we wszystkich wojnach Hiszpanii w XIX w.

## Polskie tłumaczenia
- Jarmark głupców (pol. wyd. 1928) (La feria de los discretos, 1905)
- Paradox królem (pol. wyd. 1962) (Aventuras, inventos y mixtificaciones de Silvestre Paradox, 1901, Paradox, rey, 1906)
- Burzliwy żywot Baska Zalacaína (pol. wyd. 1981) (Zalacaín el aventurero, 1909)
- Przewrotna zmysłowość/Perwersyjna zmysłowość (pol. wyd. 1931) (La sensualidad pervertida: ensayos amorosos de un hombre ingenuo en una época de decadencia, 1920)

## Podział powieści według autora
Pío Baroja zgrupował swoje powieści w dziewięć trylogii i jedna tetralogię:
- Tierra vasca (Baskijska ziemia)
  - La casa de Aitzgorri (1900)
  - El mayorazgo de Labraz (1903)
  - Burzliwy żywot Baska Zalacaína (Zalacaín el aventurero) (1909).
- La lucha por la vida (Walka o życie)
  - La busca (1904)
  - Mala hierba (1904)
  - Aurora Roja (1905)
- La raza (Rasa)
  - El árbol de la ciencia (1911)
  - La dama errante (1908)
  - La ciudad de la niebla (1909)
- El pasado (Przeszłość)
  - Jarmark głupców (La feria de los discretos)
  - Los últimos románticos
  - Las tragedias grotescas
- La vida fantástica (Niewiarygodne życie)
  - Paradox królem, polskie wyd. zawiera :Aventuras, inventos y mixtificaciones de Silvestre Paradox (1901) i Paradox rey (1906)
  - Camino de perfección (pasión mística) (1901)
- Las ciudades (Miasta)
  - César o nada (1910)
  - El mundo es ansí (1912)
  - Przewrotna zmysłowość/Perwersyjna zmysłowość (La sensualidad pervertida: ensayos amorosos de un hombre ingenuo en una época de decadencia) (1920)
- El mar (Morze)
  - Las inquietudes de Shanti Andía (1911)
  - El laberinto de las sirenas (1923)
  - Los pilotos de altura (1931)
  - La estrella del capitán Chimista (1930)
- Los amores tardíos (Spóźniona miłość)
  - El gran torbellino del mundo (1926)
  - Las veleidades de la fortuna (1927)
  - Los amores tardíos (1942)
- La selva oscura (Mroczna puszcza)
  - La familia de Errotacho (1932)
  - El cabo de las tormentas (1932)
  - Los visionarios (1932)
- La juventud perdida (Utracona młodość)
  - Las noches del Buen Retiro (1934)

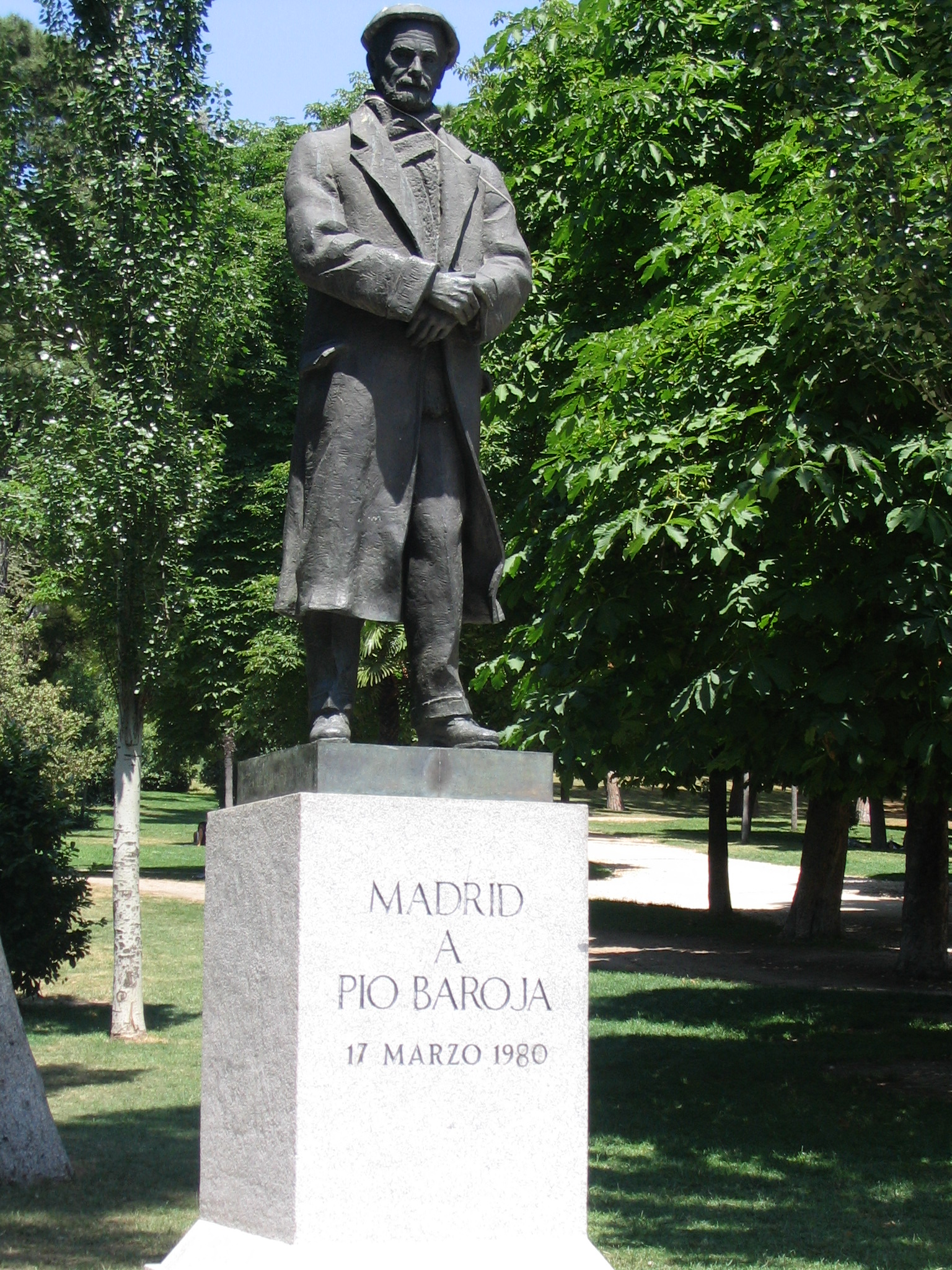
Pio Baroja w Parku Retiro w Madrycie

  - Locuras de carnaval (1937)
  - El cura de Monleón (1936)